# Município de Wayne (condado de Noble, Ohio)
O município de Wayne (em inglês: Wayne Township) é um município localizado no condado de Noble no estado estadounidense de Ohio. No ano de 2010 tinha uma população de 485 habitantes e uma densidade populacional de 8,75 pessoas por km².

## Geografia
O município de Wayne encontra-se localizado nas coordenadas 39° 54′ 37″ N, 81° 23′ 10″ O. Segundo o Departamento do Censo dos Estados Unidos, o município tem uma superfície total de 55.46 km², da qual 46,15 km² correspondem a terra firme e (16,78 %) 9,31 km² é água.

## Demografia
Segundo o censo de 2010, tinha 485 pessoas residindo no município de Wayne. A densidade populacional era de 8,75 hab./km². Dos 485 habitantes, o município de Wayne estava composto pelo 97,53 % brancos e o 2,47 % eram de uma mistura de raças. Do total da população o 0,21 % eram hispanos ou latinos de qualquer raça.